# Légion hanovrienne
La Légion hanovrienne est un corps militaire créé en 1803 par Napoléon Bonaparte dans l'électorat du Hanovre. Son organisation s'étale sur deux ans, jusqu'en 1805, en raison de la difficulté du recrutement. La légion part pour la France en 1804 ; elle entre ensuite dans la péninsule Ibérique dans le cadre de la guerre d'Espagne, où elle se bat essentiellement au Portugal au sein des troupes de Junot, Soult et Masséna. Elle se distingue une dernière fois à Fuentes de Oñoro en mai 1811, avant d'être dissoute et ses éléments éparpillés dans les unités françaises.

## Organisation
En 1803, les troupes françaises du général Édouard Mortier occupent l'électorat du Hanovre, possession de la famille royale britannique. Le Premier consul Napoléon Bonaparte en profite pour ordonner l'organisation d'une légion hanovrienne combinant une unité de cavalerie et un régiment d'infanterie légère. La légion est officiellement créée par le général Mortier le 12 août 1803. Un dépôt est installé à Celle pour y recevoir les recrues. Les prescriptions de Napoléon doivent cependant être revues à la baisse : en effet, la plupart des soldats de l'ex-armée hanovrienne se sont réfugiés en Angleterre pour s'enrôler dans la King's German Legion, ce qui oblige l'administration à faire appel à des volontaires allemands. En dépit de ces efforts, l'infanterie de la légion n'aligne qu'un demi-bataillon sur les deux prévus initialement. Seule la cavalerie rassemble un effectif suffisant pour devenir le régiment de chevau-légers hanovriens.

## Campagnes militaires

### Infanterie

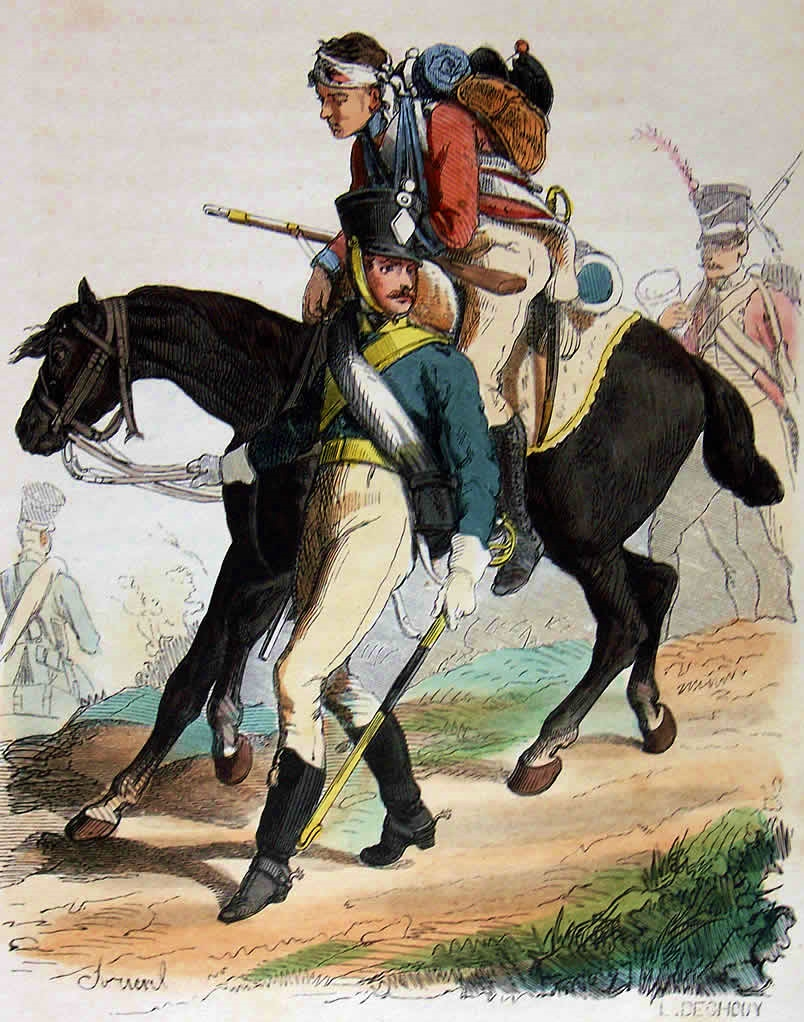
Fantassin et chevau-léger de la légion hanovrienne. Illustration de Jean Sorieul, parue dans l’Histoire des troupes étrangères au service de France d'Eugène Fieffé.

Au milieu de l'année 1804, Napoléon ordonne le transfert de la légion hanovrienne en France, espérant ainsi limiter les désertions. Parti d'Allemagne en octobre, cette dernière arrive à Avignon en juin 1805. Un peu plus tard dans l'année, le bataillon d'infanterie hanovrien est présent lors de la visite du pape Pie VII à Lyon, au cours de laquelle, sur ordre du général de Ségur, il doit intervenir pour contenir un mouvement de foule. L'unité est ensuite assignée à la garde des côtes françaises de Méditerranée et de l'Atlantique, avant d'être incorporée au corps d'observation de la Gironde du général Junot en août 1807. Ce dernier envahit peu après le Portugal et s'empare de Lisbonne à la fin du mois de novembre. À la date du 15 janvier 1808, les fantassins hanovriens servent à la brigade du général Fuzier, appartenant à la division du général Travot. 
Vaincues par l'armée britannique du général Wellesley, les troupes de Junot sont rapatriées en France par la marine britannique ; la plupart des Hanovriens servant dans la légion en profitent alors pour déserter et rejoindre les rangs de la King's German Legion. La légion revient en Espagne l'année suivante, toujours au sein du corps de Junot, dans le cadre de la venue de l'Empereur dans la péninsule ; avec un effectif qui ne dépasse pas 300 soldats, elle passe ensuite dans le corps du maréchal Soult et prend part aux opérations contre l'armée britannique du général Moore. À la fin de l'année, réduit comme peau de chagrin par les combats, le bataillon hanovrien est intégré au 6e corps du maréchal Ney.
En 1810, la légion est dotée d'un second bataillon grâce aux renforts en provenance des dépôts et de l'ex-bataillon de Westphalie. Engagée dans la troisième invasion française du Portugal dirigée par le maréchal Masséna, les Hanovriens font le coup de feu aux sièges de Ciudad Rodrigo et d'Almeida, puis à la bataille de Buçaco où les Anglo-Portugais, solidement retranchés, leur infligent de lourdes pertes. Après l'échec de la campagne, la légion, à présent réduite à environ 600 hommes, se bat à Fuentes de Oñoro du 3 au 5 mai 1811. Au cours de l'action, le bataillon hanovrien est confondu avec une unité britannique par les soldats français à cause de son uniforme rouge et essuie le feu ami. Les pertes subies lors de la bataille entraîne la dissolution de la légion hanovrienne le 11 août 1811. Ses membres sont alors dispersés dans un certain nombre de régiments français à fort caractère germanophone, à savoir les 3e et 4e régiments étrangers et les 127e, 128e et 129e régiments d'infanterie de ligne.

### Cavalerie
En 1805, alors que le régiment d'infanterie légère reste en France, le régiment de cavalerie de la légion part pour l'Italie. Ses trois escadrons, incorporés à l'armée française de Naples en mars 1806, y font le coup de sabre contre les bandes de partisans hostiles aux Impériaux. Les chevau-légers hanovriens quittent le pays en juin 1807 et, après un passage aux forces d'occupation en Prusse, rejoignent le théâtre de la guerre d'Espagne.
Arrivés sur place, ils sont affectés à la brigade de cavalerie légère du général Franceschi-Delonne, au sein du IIe corps du maréchal Soult. Celui-ci est chargé de rattraper les troupes britanniques du général Moore en retraite, ce qui donne l'occasion aux chevau-légers de se mesurer aux hussards hanovriens de la King's German Legion. Au début de l'année 1809, la brigade Franceschi-Delonne avise un détachement espagnol de l'armée de La Romana et fait de nombreux prisonniers. Usée par le rythme des opérations, l'unité n'aligne plus que 17 officiers et 164 cavaliers à la fin du mois de janvier. Les Hanovriens chargent encore à la bataille de Braga le 20 mars, perdant un officier tué et deux autres blessés. Vers la fin de l'année, l'arrivée de colonnes de renfort permet de remonter l'effectif à environ 1 000 hommes organisés en quatre escadrons. Ainsi augmentés, les chevau-légers de la légion prennent part aux événements de la campagne du Portugal en 1810, ce qui occasionne une nouvelle fois des pertes importantes. Au mois d'août 1811, l'Empereur ordonne la dissolution de l'unité et la répartition de ses ex-membres dans le 1er hussards et le 9e chevau-légers lanciers.

## Commandants
Du 26 octobre 1803 à août 1811, la cavalerie de la légion hanovrienne est commandée par le colonel Charles Joseph Evers, ex-chef d'escadron du 5e régiment de hussards. L'infanterie est dirigée en 1803 par le colonel Louis Cyriac Striffler puis, à partir de 1811, par le colonel Hohenzollern-Hechingen (?).